# Anna Falchi
Anna Kristiina Palomäki, més coneguda com a Anna Falchi, (Tampere, Finlàndia, 22 d'abril de 1972) és una model i actriu italiano-finlandesa, molt coneguda a Itàlia.

## Biografia
Anna Falchi va néixer amb el nom d'Anna Kristiina Palomäki a Tampere, Finlàndia, fill de pare italià, Benito (Titot) Falchi, i mare finesa, Karina. Té un germà a Itàlia, Saro, i un germà per part de pare a Suècia, Peter. El 1978, als 6 anys, es van traslladar a Itàlia amb la seva família. Va començar la seva carrera com a model; i la seva primera aparició a la televisió amb ser en un anunci d'un banc italià el 1992. En l'anunci hi participava Paolo Villaggio, i va ser dirigit pel conegut Federico Fellini. Aquest fet l'ajuda a llançar la seva carrera cinematogràfica, que va començar amb Nel continente nero el 1993.

## Filmografia
- La principessa e il povero (TV) (1997)
- Celluloide (1997)
- Desideria e l'anello del drago (TV) (1994)
- Mi novia es un zombi (1994)
- Golfos de broma (1994)